# Kriegerdenkmal Tultewitz (Deutsch-Französischer Krieg)

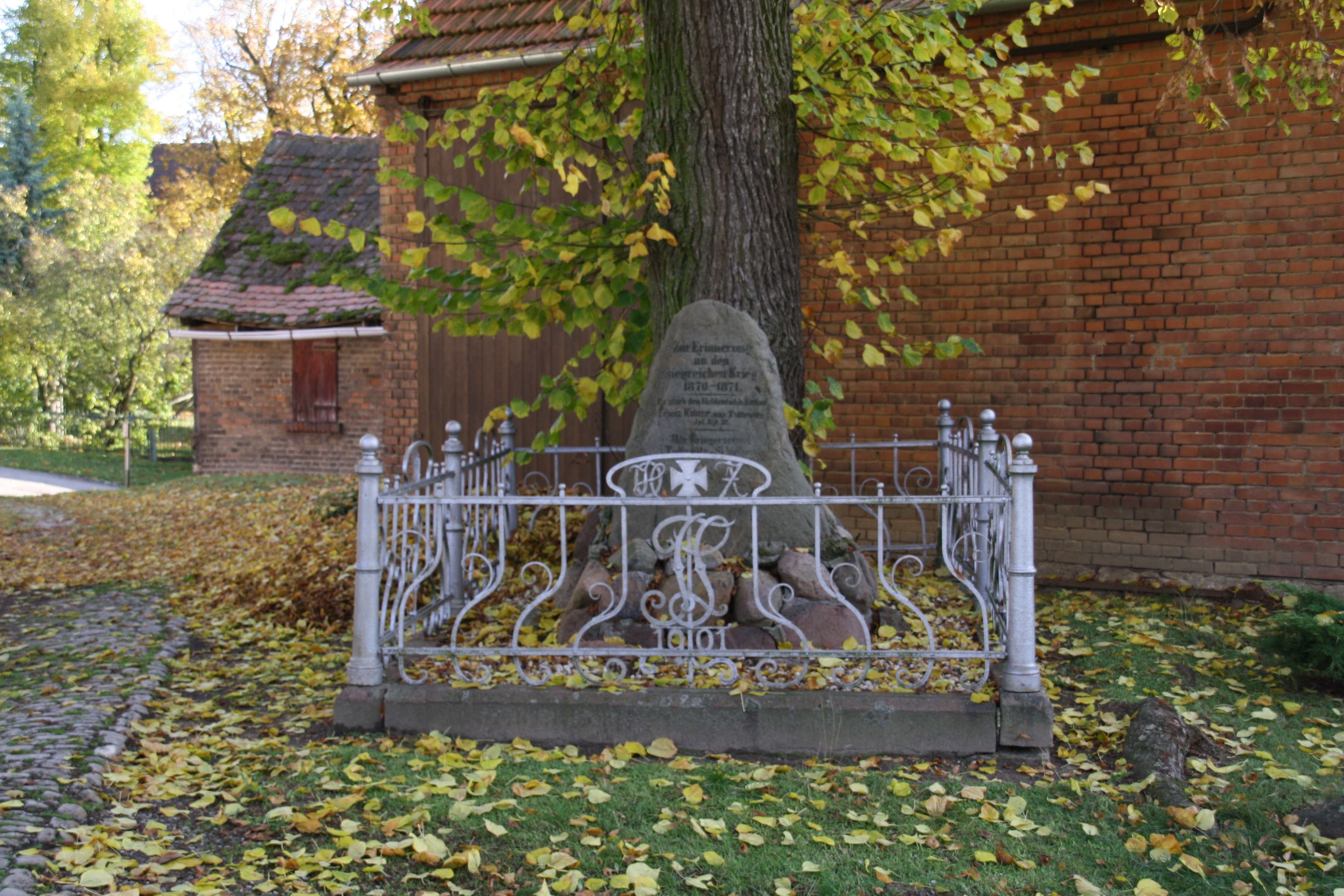
Kriegerdenkmal Tultewitz

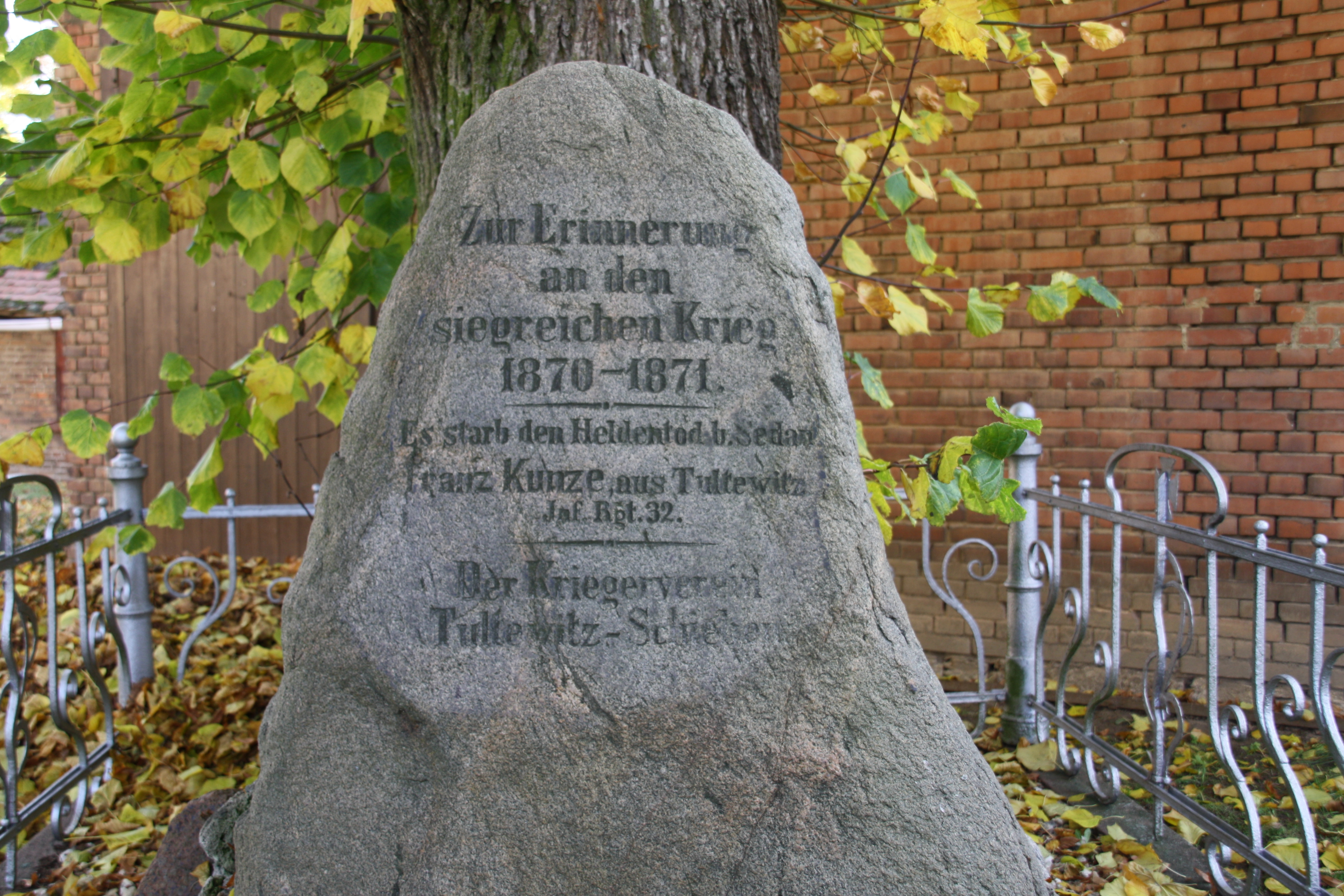
Nahaufnahme des Gedenksteins

Das Kriegerdenkmal Tultewitz des Deutsch-Französischen Kriegs ist ein denkmalgeschütztes Kriegerdenkmal in der Ortschaft Tultewitz des Ortsteils Bad Kösen der Stadt Naumburg in Sachsen-Anhalt. Im örtlichen Denkmalverzeichnis ist die Gedenkstätte unter der Erfassungsnummer 094 95535 als Baudenkmal verzeichnet.
Das Kriegerdenkmal in Tultewitz ist eine Stele aus einem großen Feldstein auf einem Sockel aus kleinen Feldsteinen. Ein Zaun umgibt das Kriegerdenkmal, in denen kleine Eiserne Kreuze eingearbeitet sind. Es wurde für den Gefallenen des Deutsch-Französischen Kriegs errichtet. Die Inschrift des Gedenksteines lautet Zur Erinnerung an den siegreichen Krieg 1870 - 1871 Es starb den Heldentod Franz Kunze aus Tultewitz Inf. Rgt. 32 Der Kriegerverein Tultewitz - Schieben.
Außer diesem Kriegerdenkmal gibt es noch ein weiteres Kriegerdenkmal für die Gefallenen des Ersten Weltkriegs im Ort.

## Quelle
- Kriegerdenkmal Tultewitz, abgerufen am 18. September 2017.